# Alfred von Schlieffen
Alfred Graf von Schlieffen (født 28. februar 1833 i Berlin, død 4. januar 1913 i Berlin) var en generalfeltmarskal i Tyskland.

## Biografi
Han blev født som søn af en preussisk generalmajor og trådte ind i den preussiske hær i 1854. I 1863 kom han i generalstaben. 1866 deltog han som kaptajn i slaget ved Königgrätz (krigen mod Østrig) og 1870/71 som major i krigen mod Frankrig. Fra 1876-1884 var han øverstbefalende for Ulan-garderegimentet og medlem af den store generalstab. 1884 blev han afdelingschef i den store generalstab og i 1888 overkvartermester og dermed stedfortræder for generalstabschefen Alfred Graf von Waldersee. Den 7. februar 1891 afløste han Waldersee som chef for generalstaben. 1903 udnævnt til generaloberst. 1905 fremlagde han den efter ham opkaldte Schlieffen-plan. Schlieffen blev pensioneret 1. januar 1906, men blev i 1911 udnævnt til generalfeltmarskal. Han døde den 4. januar 1913 i Berlin. Kejser Wilhelm 2. viste ham den sidste ære ved at lægge en krans på hans grav.
Schlieffen var en brillant militærteoretiker og helt på linje med Frederik den Store af Preussen, Carl von Clausewitz og Grev von Moltke den ældre. I eftertiden har Schlieffen ikke fået samme anerkendelse som sine tre forgængere. Nogle forfattere som den tysk-amerikanske Sebastian Haffner har kritiseret Schlieffen-planen for at være urealistisk.
Denne kritik overser dog et væsentligt punkt. Schlieffen var udmærket klar over, at en tofrontskrig mod Frankrig og Rusland var en næsten uoverkommelig opgave, specielt hvis England også blev involveret. Samlet set ville de tyske tropper stå overfor en meget stor overmagt. Netop derfor tog han i sit arbejde udgangspunkt i slaget ved Cannae, hvor Hannibal trods en knusende romersk overmagt formåede at afgøre slaget til sin fordel.
På grundlag af disse studier udviklede han ideen om den dobbelte omfatning (knibtangsmanøvre). Med hurtige bevægelser og dybe gennembrud skulle dele af de fjendtlige enheder omfattes, indkredses og nedkæmpes. Med hurtige og dristige manøvrer skabes en lokal overlegenhed i tid og rum, der udnyttes til at gennemtvinge en hurtig afgørelse og nedkæmpe en del af den fjendtlige styrke, hvorefter styrkerne frigøres til nye opgaver.
Schlieffen skabte det teoretiske grundlag for den moderne lynkrig, og hans ideer har været afgørende langt ud over hans egen tid, ikke bare ved Tannenberg, men også ved senere konflikter som 6 dages-krigen i 1967 eller befrielsen af Kuwait i 1991.
Alfred Graf von Schlieffen har skrevet følgende bøger:
- Militärische Vorbereitung der Jugend im Bereich des XX. Armeekorps, W. E. Harich, Allenstein, 1916
- Cannae, E.S.Mittler&Sogn, 1936
- Die taktisch-strategischen Aufgaben aus den Jahren 1891-1905, E.S.Mittler&Sogn, 1937
- Die Großen Generalstabsreisen – Ost – aus den Jahren 1891-1905, E.S.Mittler&Sogn, 1938
- Gneisenau, Insel-Verlag, 1933
- Friedrich der Große, E.S.Mittler&Sogn, 1927
- Briefe, Vandenhoeck & Ruprecht, 1958